# Halparunta
Halparunta (asszír nyelven: Ḫalpapa-runta-a-š(a), vagy Qalparunda, Qalparunta, Kalparuda) az Alalah–Ugariti Királyság (ekkor használatos nevén Jahan vagy Unki) egyik uralkodója. III. Sulmánu-asarídu évkönyveiben az i. e. 859. évben jelenik meg, ismeretlen módon és okból követte elődjét, Szapalulmét. Kinalua régészeti lelőhelyén (Tell Tayinat) talált luvi nyelvű felirataiban a Ḫalpapa-run-ti-ya-š(a) névalak tűnik fel (Halparuntijasz), ezek datálása i. e. 857 és 853 közötti. A két személy valószínűleg azonos, de az is lehet, hogy egymást követő két uralkodóról van szó. A saját nyelvén használt nevéből könnyen azonosítható a hettita eredet.
I. e. 858 előtt ugyanezt a nevet Gurgum egyik uralkodója viselte. Vélhetően azonosak, és az események talán úgy rekonstruálhatók, hogy a hirtelen elhunyt Szapalulme helyét a gurgumi I. Halparuntijasz vette át, és a továbbiakban perszonálunió formájában uralkodott. Ez felveti azt a lehetőséget is, hogy rokonságban álltak egymással.

## Külső hivatkozások
- Tell Tayinat régészeti lelőhelye (angol nyelven)

| Előző uralkodó: Szapalulme | Hattina királya i. e. 858(?) – (?) | Következő uralkodó: I. Halparuntijasz vagy II. Lubarna |